# Lambspring
Lambspring, Lamspring oder Lambspringk ist der unbekannte Autor eines alchemistischen deutschen Gedichts des 16. Jahrhunderts mit 15 allegorischen Emblemen. 

## Leben
Über den Autor – oder vielleicht auch „die Autorin“ – der Abhandlung Lamspring ist praktisch nichts bekannt, außer dass er um 1500 in Norddeutschland tätig war. Die Identität des Autors ist historisch nicht nachvollziehbar, obwohl er in der alchemistischen Literatur häufig erwähnt wird. Lambspring bezeichnet sich selbst als Adliger („auß freyem Gschlecht“). 
Karl Christoph Schmieder führt den Namen auf Lamspringe zurück, wo eine Benediktinerabtei war, andere sehen eine Anspielung auf ein springendes Lamm als Symbol der Erneuerung (ähnlich dem Agnus Dei Symbol). Manchmal wird der Autor auch mit dem Vornamen Abraham aufgeführt. Die Frage, ob der Verfasser tatsächlich der Benediktinerabtei Lamspringe bei Hildesheim angehörte, wird von anderen Autoren in Zweifel gezogen. Dies ist darauf zurückzuführen, dass es sich bei der Abtei um ein Nonnenkloster handelte. Daher entsprang die Vermutung, dass es sich bei dem Autor vielleicht um eine weibliche Person handeln könnte.

## Werk: Buch Lambspring
Die Bezeichnung der Abhandlung als „Buch Lambspring“ geht auf die Selbstbezeichnung des Autors zurück, der sich im Vorwort des Textes namentlich vorstellt. Das Werk umfasst eine Vorrede, welche aus 52 Versen besteht, sowie 15 aufeinanderfolgende Lehrgedichte, denen jeweils eine Illustration zugeordnet ist.
Das Buch Lambspring wurde 1556 in einer handschriftlichen Version, mit zugehörigen emblematischen Bildern herausgebracht. Der Text wurde zuerst 1599 von Nicolas Barnaud in seiner Sammlung Triga Chemica (Leiden 1599) gedruckt (ohne Bilder) als De lapide philosophico, nachgedruckt im Theatrum Chemicum, im Dyas chemica tripartita (1625, Johannes Grasshoff als Herausgeber zugeschrieben), und 1625 im Musaeum Hermeticum, verlegt bei Lucas Jennis, neu aufgelegt 1678. In der Ausgabe von 1625 bei Jennis sind auch erstmals die zugehörigen Bilder (Matthäus Merian der Ältere). In der Ausgabe von 1625 wird darauf hingewiesen, dass der lateinische Text einer Übersetzung von Nicolas Barnaud aus dem Deutschen entstammt. Handschriftliche Versionen des Werkes befinden sich in Nürnberg, Zürich und Leiden, mit zugehörigen emblematischen Bildern.
Das Buch vermeidet komplizierte allegorische Symbole anderer alchemistischer Traktate und die Bilder sind eher schlicht und symbolisieren Gegensätze, Kämpfe und deren Überwindung. Die folgende Tabelle zeigt die Bilder aus der Ausgabe von 1678.
| Emblem    | Bild | Beschreibung | Text auf der Seite |
| --------- | ---- | --- | --- |
| Titel     |      | Ein bärtiger Mann mit Zepter und Umhang mit Doppeladler auf der Brust neben einem mehrstöckigen, dreigeteilten Ofen. | |
| Vorwort   |      | Ein heraldisches Wappen des vorgeblichen Autors (der sich als aus vornehmer Familie vorstellt) mit einem Lamm, das ein Bein hebt. | „Mein Name ist Lambspring, ich stamme aus einer edlen Familie, und dieses Wappen trage ich mit Ruhm und Gerechtigkeit.“ |
| Emblem 1  |      | Ein Segelschiff auf einem Fuß und zwei in entgegengesetzte Richtung zum linken und rechten Ufer schwimmende Fische sowie eine Stadt im Hintergrund. | „Sieh gut hin und begreife, dass zwei Fische in unserem Meer schwimmen. Das Meer ist der Körper, die beiden Fische sind der Geist und die Seele.“ |
| Emblem 2  |      | Einen Ritter ähnlich St. Georg im Kampf mit dem Drachen in einem Wald mit einem Fluss im Hintergrund. | „Hier merke Sohn gar schnell und bald vom grausam schwarzen Tier im Wald. Die Fäulnis.“ |
| Emblem 3  |      | Hirsch und Einhorn gegenüberstehend, wobei Einhorn häufig für den Mond und der Hirsch für die Sonne steht. | „Nun ist von nöten, dass ihr wisst im Wald ein Hirsch und Einhorn ist. Im Körper sind die Seele und der Geist.“ |
| Emblem 4  |      | Ein Löwe, der die rechte Tatze hebt, und eine Löwin, die die linke Tatze hebt, Seite an Seite in einem Wald (Gegensatz Mann-Frau). | „Es mag ein großes Wunder sein, dass diese beiden Löwen eins werden. Der gemeinsame Geist und die gemeinsame Seele sollen in seinen Körper gebracht werden.“ |
| Emblem 5  |      | Ein wilder Wolf (gerichtet nach Osten) und ein Hund (gerichtet nach Westen) im Kampf, im Hintergrund ein Fluss mit Brücke zwischen Burg (Seite des Wolfs) und Kirche (Seite des Hundes). | „Ein Wolf und ein Hund sind in einem Haus, und doch wird von beiden nur einer übrig bleiben. Mortifikation und Albifikation, die den Körper zusammen mit der Seele und dem Geist in sich aufnehmen.“ |
| Emblem 6  |      | Ein Drache, der sich in den Schwanz beißt (das alte Ourobouros-Symbol). | „Es ist sicherlich ein großes Wunder und ein seltsamer Trick, dass in einem giftigen Drachen die höchste Medizin steckt. Quecksilber, in geeigneter Weise alchemistisch ausgefällt oder sublimiert, löst sich in seinem eigenen Wasser auf und gerinnt sofort.“ |
| Emblem 7  |      | Zwei Vögel in einem Baum, einer fliegt auf, einer hockt auf dem Nest, der zugehörige Vers spiegelt das alte hermetische Motto der Tabula Smaragdina, was unten ist, hält das obere. | „Im Wald singen zwei Vögel, aber wir verstehen, dass die beiden nur einer sind. Das Quecksilber, nachdem es oft sublimiert wurde, wird schließlich fixiert, so dass es nicht mehr fliehen oder durch die Kraft des Feuers verflüchtigt werden kann. Diese Sublimierung muss so oft wie nötig wiederholt werden, bis es fixiert ist.“ |
| Emblem 8  |      | Ein weißer und ein roter Vogel kämpfen in einem Wald, einer unten, einer oben. Der zugehörige Vers spricht von der Umwandlung in weiße Tauben und der Vereinigung in einen Phoenix. | „Hier gibt es zwei große und starke Vögel, den Körper und den Geist. Der eine verschlingt den anderen, und es ist notwendig, dass sie das tun. Wiederum wird der Körper in Pferdemist oder in das Bad gelegt, um von seiner vermehrten Luft oder von dem Geist verdaut zu werden, der zuvor vom Körper getrennt wurde. Der Körper wird durch die Arbeit weiß, und der Geist wird durch die Kunst rot. Das Werk strebt nach der Vervollkommnung seiner Natur, und so wird der Stein der Weisen vorbereitet.“ |
| Emblem 9  |      | Ein König sitzt auf seinem Thron (zu dem 7 Stufen führen und der ein Dach auf 4 Säulen hat) mit den Füßen auf dem besiegten Drachen. Kein Wald ist zu sehen, sondern im Hintergrund ein Fluss und eine Stadt mit Brücke                                                                                      | „Der Herr des Waldes hat sein Reich eingenommen und ist vom Tiefsten zum Höchsten aufgestiegen. Wenn das Glück fliegt, wirst du als Rhetoriker zum Konsul gemacht, wenn es wieder fliegt, wirst du als Konsul zum Rhetoriker gemacht. Verstehe die Erscheinung des ersten Grades der Tinktur.“ |
| Emblem 10 |      | Ein Adept mit nacktem Oberkörper schürt ein Feuer mit einem Salamander. | „Der Salamander versteht es, im Feuer zu leben, und das Feuer gibt ihm seine beste Farbe. Wiederholung, Wachstum und Verbesserung der Tinktur oder des Steins der Weisen: Darunter ist zu verstehen. Vermehrung.“ |
| Emblem 11 |      | Ein alter König (links), ein junger Prinz (Mitte, Kopf geneigt zum Vater) und ein bärtiger, geflügelter spiritueller Führer (rechts) geben sich die Hände. Im Hintergrund ein Fluss, links eine Stadt und rechts Berge. Der Prinz symbolisiert den Adepten (Alchemisten) auf seinem Weg zur Vervollkommnung. | „Vater, Sohn und Führer halten sich an den Händen. Wir verstehen hier den Körper, den Geist und die Seele.“ |
| Emblem 12 |      | Der Prinz steht mit seinem Führer auf dem Berg, oben sind Sonne (links), Sterne und Mond (rechts) zu sehen, im Hintergrund eine Landschaft mit Fluss. | „Der hohe Berg Indiens befindet sich im Gefäß des Weisen; auf ihn sind der Sohn und sein Führer, der Geist und seine Seele, gestiegen.“ |
| Emblem 13 |      | Rückkehr des Prinzen zum König (Vater) auf seinem Thron im Innern eines Schlosses und Umarmung, der Führer steht links im Hintergrund. | „Der Vater wird in seiner Liebe den Sohn verschlingen; von der Seele und dem Geist wird der ganze Leib getränkt.“ |
| Emblem 14 |      | Der Vater/König liegend im Bett. Absteigender Nebel und abgesonderter Schweiß des Liegenden deutet einen Transformationsprozess an. | „Der Vater schwitzt hier sehr stark und die rechte Tinktur fließt daraus.“ |
| Emblem 15 |      | Der Prinz sitzt links, der Vater rechts, in der Mitte der Führer. In den zugehörigen Versen steht, dass der Sohn immer im Vater bleibt und der Vater im Sohn (mit Anklängen an die christliche Trinität). | |

Die Embleme behandeln die Kunst der Alchemie mit dem Ziel der Herstellung des Steins der Weisen, mit dem Metalle transformiert und eine Universalmedizin (Panacea) gewonnen werden kann. Die allegorischen Symbole beruhen auf älterer Literatur wie Alphidius. In den Emblemen 1–8 stehen Bilder wie Fisch, Einhorn, Löwe, Hund für Spiritus, der zweite Fisch, Hirsch, Löwin und Wolf für Anima, Vogel Hermetis und Adler für Mercurius philosophorum (philosophischer Quecksilber), Salamander und Phoenix für den Stein der Weisen. Die Embleme ab Nr. 9 zeigen alchemistische Transformationen von Anima, Spiritus, Corpus. Die Erzählung Vater-Sohn-Führer am Ende hat direkte Parallelen bei Alphidius (Kurzer Bericht und parabolisch Tractätlein). Allgemein ist der sich parallel zu seinem Werk verwandelnde Alchemist ein bekanntes Thema der Alchemie seit Zosimos von Panopolis.
Das Buch hatte eine beträchtliche Wirkung im 17. Jahrhundert und wurde ins Englische und Französische übersetzt. Auch auf Esoteriker ab Ende des 19. Jahrhunderts übte es Einfluss aus, wie viele Neudrucke im 20. Jahrhundert zeigen. In englischer Übersetzung erschien es 1893 in der Ausgabe des Hermetischen Museums von Arthur Edward Waite.